# Бра (светильник)

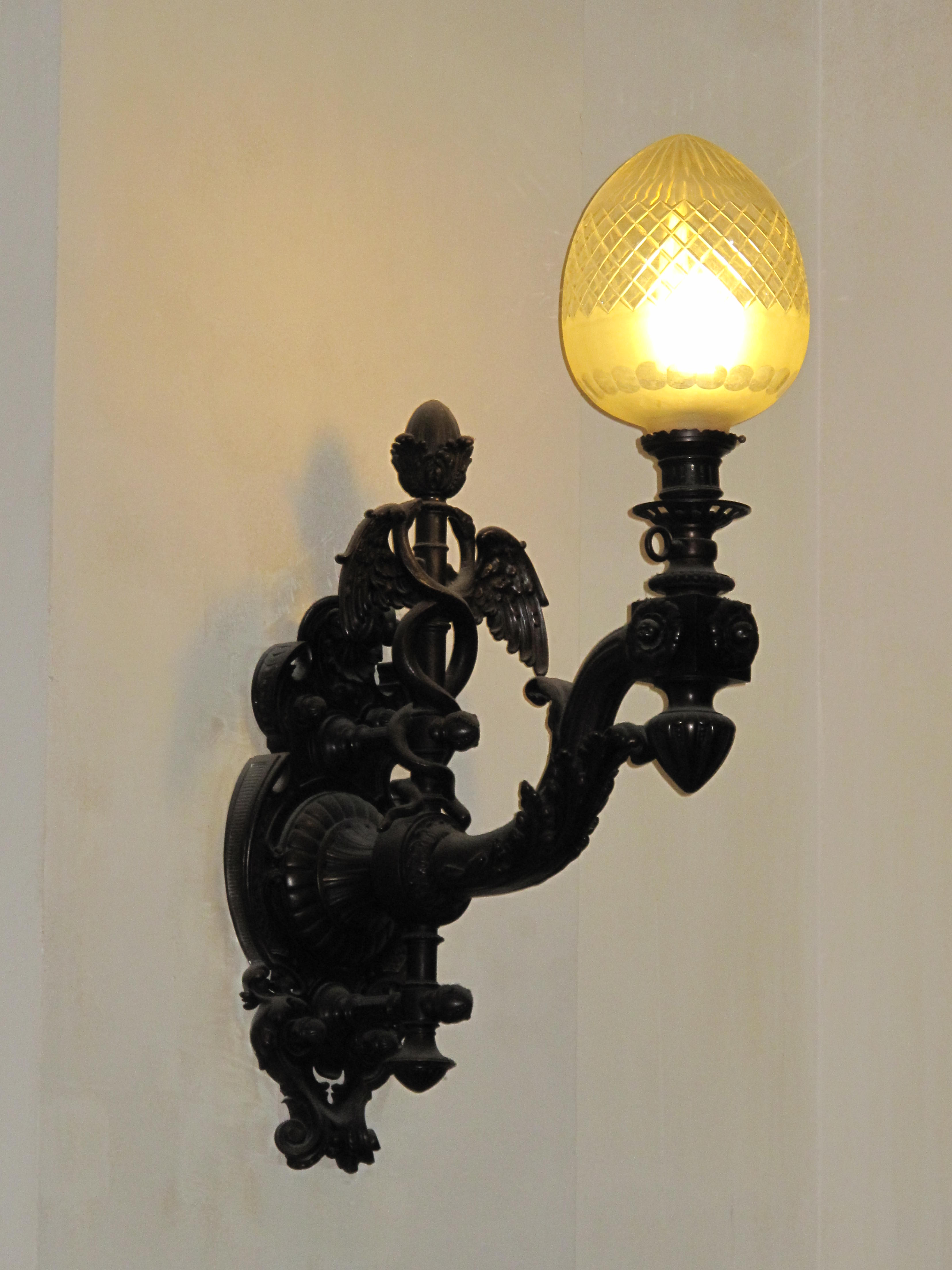

Бра (фр. bras — рука) — художественно исполненный светильник, прикреплённый к стене. Бра получили широкое распространение с XVII века и являются частью декоративного убранства помещения, а также используются для освещения и подсветки домов снаружи.
Не стоит путать бра и настенные светильники. И первое, и второе относится к настенному освещению. При этом бра имеют ярко выраженную черту (особенность) — рожок (длинную трубку, на конце которой крепится патрон).

## Назначение бра
- Замена люстр в маленьких помещениях. Например, в некоторых квартирах очень низкие потолки и вешать люстру просто нецелесообразно, в то время как маленький светильник бра на стене будет выглядеть весьма неплохо.
- Выделение светом некоторого предмета интерьера, висящего на стене, такого как зеркало или картина.
- Создание романтической атмосферы. В любом зале для торжеств присутствуют люстры и бра. При включении люстры освещение становится ярким и торжественным. Но если требуется создать интимную или романтичную обстановку, то бра будет просто необходимо. Только нужно помнить, что в одном помещении люстра и бра должны быть в одном стиле для гармоничности.
- Разделение помещения на участки. С помощью бра и зеркал можно выделить некоторые участки одного помещения светом, таким образом, разделив его на несколько участков.
- Декоративное украшение.
- Освещение домов, заборов, хозблоков снаружи. При этом используются настенные светильники со степенью защиты, которая предусматривает использование на улице.